# Natale e quale show
 Natale e quale show, spin-off del programma Tale e quale show, è stato trasmesso su Rai 1 nel 2016, nel 2022 e nel 2023.

## Il programma
Al termine della quinta, dell'undicesima e della dodicesima edizione del torneo è stato prodotto uno spin-off dal titolo Natale e quale show, in cui si esibiscono alcuni concorrenti delle precedenti edizioni eseguendo brani a tema natalizio.

## Cast

### Conduzione
| Conduzione  | Edizioni | Edizioni | Edizioni | Totale |
| Conduzione  | 1ª       | 2ª       | 3ª       | Totale |
| ----------- | -------- | -------- | -------- | ------ |
| Carlo Conti |          |          |          | 3      |

### Co-conduzione
| Co-conduzione | Edizioni | Edizioni | Edizioni | Totale |
| Co-conduzione | 1ª       | 2ª       | 3ª       | Totale |
| ------------- | -------- | -------- | -------- | ------ |
| Carolina Rey  |          |          |          | 2      |

### Giuria
| Giuria               | Edizioni | Edizioni | Edizioni | Totale |
| Giuria               | 1ª       | 2ª       | 3ª       | Totale |
| -------------------- | -------- | -------- | -------- | ------ |
| Loretta Goggi        |          |          |          | 3      |
| Enrico Montesano     |          |          |          | 1      |
| Claudio Amendola     |          |          |          | 1      |
| Giorgio Panariello   |          |          |          | 2      |
| Cristiano Malgioglio |          |          |          | 2      |

- Nella prima edizione sono stati presenti anche Mara Venier e Fabrizio Frizzi in qualità di giudici ospiti.
- Nella seconda edizione sono stati presenti anche Ubaldo Pantani (che ha imitato Paolo Fox) in qualità di giudice ospite.
- Nella terza edizione è stato presente anche Claudio Lauretta (che ha imitato Gerry Scotti) in qualità di giudice ospite.

## Edizioni
Tutte le edizioni sono andate in onda come singole puntate.
| Edizione | Messa in onda    | Rete  | Puntate | Concorrenti | Conduzione  | Co-conduzione | Giuria        | Giuria             | Giuria               | Bonus  | Vincitore           | Vincitore           | Vincitore                   | Studio televisivo                               | Ascolti        | Ascolti |
| Edizione | Messa in onda    | Rete  | Puntate | Concorrenti | Conduzione  | Co-conduzione | Giuria        | Giuria             | Giuria               | Bonus  | Concorrente/i       | Concorrente/i       | Artista/i                   | Studio televisivo                               | Telespettatori | Share   |
| -------- | ---------------- | ----- | ------- | ----------- | ----------- | ------------- | ------------- | ------------------ | -------------------- | ------ | ------------------- | ------------------- | --------------------------- | ----------------------------------------------- | -------------- | ------- |
| 1ª       | 9 dicembre 2016  | Rai 1 | 1       | 14          | Carlo Conti | Non presente  | Loretta Goggi | Enrico Montesano   | Claudio Amendola     | –      | Massimo Lopez       | Tullio Solenghi     | Frank Sinatra e Dean Martin | Studio 5 degli Studi televisivi Fabrizio Frizzi | 4 514 000      | 20,40%  |
| 2ª       | 11 dicembre 2022 | Rai 1 | 1       | 16          | Carlo Conti | Carolina Rey  | Loretta Goggi | Giorgio Panariello | Cristiano Malgioglio | Social | Virginio            | Virginio            | George Michael              | Studio 5 degli Studi televisivi Fabrizio Frizzi | 3 122 000      | 18,10%  |
| 3ª       | 17 dicembre 2023 | Rai 1 | 1       | 12          | Carlo Conti | Carolina Rey  | Loretta Goggi | Giorgio Panariello | Cristiano Malgioglio | Social | Antonino Spadaccino | Antonino Spadaccino | Michael Bolton              | Studio 5 degli Studi televisivi Fabrizio Frizzi | 2 810 000      | 16,90%  |